# Асланов Рза Алі Паша огли
Рза Алі Паша огли Асланов (14 листопада 1909, село Хан-Карвенд, тепер Геранбойський район, Азербайджан — 27 жовтня 2000, місто Баку, тепер Азербайджан) — азербайджанський радянський діяч, 1-й секретар Шамхорського районного комітету КП(б) Азербайджану. Депутат Верховної ради Азербайджанської РСР 2-го скликання. Депутат Верховної ради СРСР 3-го скликання.

## Життєпис
Народився в бідній селянській родині. Батько помер у 1915 році, а мати — в 1920 році. До 1925 року виховувався в родичів. У 1925 році направлений в дитячий будинок у місті Гянджі.
У 1925—1927 роках був учнем ткача, навчався в фабрично-заводському училищі при ткацькій (текстильній) фабриці імені Леніна в Ленінському районі міста Баку.
З 1927 року — ткач, помічник майстра, завідувач ткацького цеху Гянджинського (Кіровабадського) текстильного комбінату імені Орджонікідзе.
Член ВКП(б) з 1929 року.
У 1931—1932 роках — секретар Кіровабадського міського комітету ЛКСМ Азербайджану.
З 1932 року — завідувач організаційного відділу Білоканського районного комітету КП(б) Азербайджану; на відповідальній роботі в ЦК ЛКСМ Азербайджану.
Протягом п'яти років працював директором Кусарської та Алі-Байрамлинської машинно-тракторних станцій (МТС) Азербайджанської РСР.
З 1941 по 1948 рік — 1-й секретар Бардинського районного комітету КП(б) Азербайджану.
У грудні 1948 — після 1950 року — 1-й секретар Шамхорського районного комітету КП(б) Азербайджану.
З 1949 по 1953 рік навчався заочно на історичному факультеті Азербайджанського державного університету імені Кірова.
У 1950-х роках перебував на партійній роботі: 1-й секретар Імишлінського районного комітету КП Азербайджану; 1-й секретар Кіровабадського міського комітету КП Азербайджану.
У 1957 році слухач спеціальних ленінських курсів при ЦК КПРС у Москві.
Працював головою профспілкового комітету Бакинського загальнобудівельного управління.
Потім — персональний пенсіонер.
Помер 27 жовтня 2000 року в місті Баку.

## Нагороди
- орден Леніна (1.12.1943)
- орден Вітчизняної війни І ст.
- медаль «За оборону Кавказу» (23.09.1944)
- медаль «За доблесну працю у Великій Вітчизняній війні 1941—1945 рр.» (3.10.1946)
- медаль «За доблесну працю. В ознаменування 100-річчя з дня народження Володимира Ілліча Леніна» (31.03.1970)
- медаль «Ветеран праці» (7.05.1975)
- медаль «30 років перемоги у Великій Вітчизняній війні 1941—1945 рр.» (9.10.1975)
- медалі